# Équipes de football aux Jeux olympiques intercalaires de 1906
Voici les effectifs des sélections qui concourent pour l'épreuve de Football aux Jeux olympiques intercalaires de 1906, à Athènes.